# Nam Gyu-ri
Nam Gyu-ri (hangul: 남미정; Seúl, 26 de abril de 1985) es una cantante y actriz surcoreana. Fue miembro y líder del trío femenino SeeYa.

## Carrera
Fue miembro de la agencia Namoo Actors del 2013 al 2014.
En 2009 tuvo una disputa contractual con el grupo de gestión de la empresa y abandonó el grupo SeeYa.
El 26 de octubre del 2020 se unió al elenco principal de la serie Kairos donde dio vida a Kang Hyun-chae, una violinista que aparenta tener la familia perfecta como esposa de Kim Seo-jin (Shin Sung-rok), pero que en realidad esconde una obscura personalidad, hasta el final de la serie el 22 de diciembre del mismo año.
En julio de 2021 se unió al elenco principal de la serie You Are My Spring donde interpretó a Ahn Ga-young, una actriz que se ha vuelto temerosa del amor después de ser herida por su manager, quien también era su novio.
En septiembre del mismo año se anunció que se había unido al elenco principal de la serie Bloody Romance encarnando a la segunda teniente Baek Young-ok, quien lidera el octavo ejército de Corea del Norte en las fuerzas especiales.

## Filmografía

### Series de televisión
| Año  | Título                                | Rol            | Red          | Notas         | Ref.                 |
| ---- | ------------------------------------- | -------------- | ------------ | ------------- | -------------------- |
| 2010 | Super Star                            | Ahn Gyu-ri     | SBS          |               | [ 7 ]                |
| 2010 | Life Is Beautiful                     | Yang Cho-rong  | SBS          |               |                      |
| 2011 | 49 Days                               | Shin Ji-hyun   | SBS          |               |                      |
| 2012 | Butcher Barber                        | Mi-ja          | KBS2         | Drama Special | [ 8 ]                |
| 2012 | Lovers of Haeundae                    | Yoon Se-na     | KBS2         |               |                      |
| 2012 | Ohlala Couple                         | Bae Jung-ah    | KBS2         |               |                      |
| 2013 | Heartless City                        | Yoon Soo-min   | jTBC         |               |                      |
| 2014 | My Forgetful Girlfriend               | Xue Jia Bao    | Hunan TV     |               |                      |
| 2014 | House, Mate                           | Seo-won        | MBC          |               |                      |
| 2015 | Late Night Restaurant                 | Min-kyung      | SBS          |               |                      |
| 2016 | Yeah, That's How It Is                | Lee Na-young   | SBS          |               |                      |
| 2017 | Swan                                  | Kim Min Seo    |              | Serie web     |                      |
| 2017 | Anna-eat                              | Anna           |              | Serie web     |                      |
| 2018 | Terius Behind Me                      | Choi Eun-kyung | MBC          |               |                      |
| 2020 | Kairos                                | Kang Hyun-chae | MBC          |               |                      |
| 2021 | The Fair                              |                | tvN          | Drama Stage   | [ 9 ]                |
| 2021 | You Are My Spring                     | Ahn Ga-young   | tvN, Netflix |               | [ 10 ]               |
| 2023 | The Story of Park's Marriage Contract | Yoon-hee       | MBC          |               | [ 11 ]               |
| 2024 | Mi San Valentín militar               | Baek Young-ok  | Viki         | Serie web     | [ 12 ] [ 13 ] [ 14 ] |

### Películas
| Año  | Título              | Rol                  |
| ---- | ------------------- | -------------------- |
| 2008 | Death Bell          | Kang Yi-na           |
| 2009 | More Than Blue      | gatubela             |
| 2011 | Mr. Idol            | Mi-oh                |
| 2013 | Top Star            | Actriz en Ice Flower |
| 2014 | Mad Sad Bad         | Shi-wa               |
| 2018 | Deja vu             | Ji-min               |
| 2018 | History Of Jealousy | lee su min           |

## Discografía

### Álbumes

#### Sencillos
- abril de 2010: Taste Of Love (feat. One Way)[16]
- diciembre 2014: Moon River[17]
- febrero de 2024: Halo[18]

### Otras actividades musicales
- May 2007 - Unstoppable Marriage (película) O.S.T.
- Nov 2007 - Unstoppable Marriage (series) (Sitcom) O.S.T.
- Mar 2008 - Fate O.S.T.
- Mar 2008 - ALL-STAR álbum Vol. 4 (작곡가 조영수 프로젝트 ALL-STAR 앨범)
- Abr 2008 - 2008 Love Songs (2008 연가)
- Jul 2008 - Death Bell (고死:피의 중간고사) O.S.T.
- Nov 2008 - invitada en el álbum de Miss $[19]
- Nov 2010 - Goodbye and Goodbye de Shin Hye-sung de Shinhwa [20]
- Abr 2011 - Starlight Tears (The Works(오준성 마스터피스) Part.1)
- Abr 2011 - Lightless Window 49 Days ( Episodio 9 y 18, pequeños segmentos)
- Oct 2011 - I Only Look at You[21]
- May 2012 - That Man Fashion King O.S.T.[22]
- Aog 2012 - Haeundae Lovers O.S.T.[23]
- Jun 2013 - A Man and Woman Meet For the First Time (The Artist Diary Project)[24]

### Vídeos musicales
- Nov 2006 - SG Wannabe "Love Song" con Lee Beom-soo
- Nov 2008 - Featured in Miss $'s "Don't Cheat On Me"
- Nov 2011 - LEDApple "Ran Into You By Chance(어쩌다마주친)".
- Feb 2013 - Verbal Jint featuring Ailee: "If This Ain't Love"[25]

## Premios y nominaciones
| Año  | Categoría                                                                | Premio               | Trabajo | Resultado |
| ---- | ------------------------------------------------------------------------ | -------------------- | ------- | --------- |
| 2020 | Excellence Award for an Actress in a Monday-Tuesday Drama or Short Drama | 39th MBC Drama Award | Kairos  | Ganó      |